# Metodo di Eulero all'indietro
In analisi numerica e nelle scienze computazionali il metodo di Eulero all'indietro o metodo di Eulero implicito è uno dei principali metodi di soluzione numerica per equazioni differenziali ordinarie. È simile al metodo di Eulero standard, che viene anche chiamato metodo di Eulero in avanti, ma a differenza di questo è un metodo implicito, il che significa che per trovare una soluzione si risolve un'equazione che contiene sia lo stato attuale del sistema che il precedente. Il metodo di Eulero all'indietro ha ordine 1 ed è A-stabile.

## Descrizione
Si consideri la seguente equazione differenziale ordinaria:
{\displaystyle y'={\frac {dy}{dt}}=f(t,y)}
con condizione iniziale {\displaystyle y(t_{0})=y_{0}}. La funzione {\displaystyle f} e i valori iniziali {\displaystyle t_{0}} e {\displaystyle y_{0}} sono noti, mentre la funzione {\displaystyle y(t)} non lo è. Un metodo numerico serve a calcolare una sequenza {\displaystyle y_{0},y_{1},y_{2},\dots } tale che {\displaystyle y_{k}} approssimi {\displaystyle y(t_{0}+kh)}, dove {\displaystyle h} è la dimensione dell'intervallo di calcolo.
Il metodo di Eulero all'indietro calcola l'approssimazione con la seguente equazione:
{\displaystyle y_{k+1}=y_{k}+hf(t_{k+1},y_{k+1})}.
Questo metodo differisce dal metodo di eulero in avanti in quanto quest'ultimo usa {\displaystyle f(t_{k},y_{k})} al posto di {\displaystyle f(t_{k+1},y_{k+1})}.
Il metodo di Eulero inverso è un metodo implicito, in quanto la nuova approssimazione {\displaystyle y_{k+1}} compare in entrambi i lati dell'equazione, e quindi è necessaria la risoluzione di un'equazione algebrica per trovare la soluzione.

## Stabilità

La regione di stabilità di questo metodo nel piano complesso è colorata in rosa.

La regione di stabilità del metodo di Eulero all'indietro comprende tutto il piano complesso ad esclusione di un cerchio di raggio 1 centrato in {\displaystyle (1,0)}. Poiché la regione di stabilità include l'intera metà sinistra del piano, questo metodo è A-stabile, perciò può essere utilizzato per la risoluzione di equazioni rigide.